# Dununge
För andra betydelser, se Dunungen

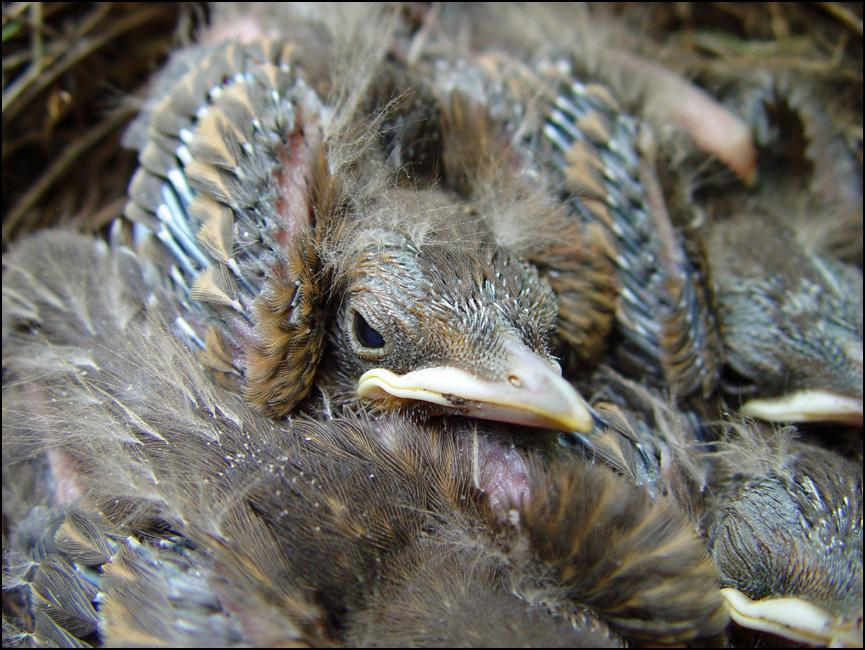
Pullus av koltrast (Turdus merula)

Dununge, också kallad bounge, även  pullus/pulli (efter latinets pullus, i pluralis pulli, förkortat pull.) som betyder "ungdjur" eller "kyckling", hänsyftar inom ornitologin på dräktstadiet före juvenil – det vill säga fågeln är inte färdigvuxen och bär dundräkt. Dununge och pullus är egentligen inga åldersbegrepp utan en dräktbeteckning. Specifikt för hönsfåglar, men ibland även för andra ordningar, används begreppet kyckling.
I överförd bemärkelse är någon "ingen dununge" om han/hon är en erfaren person.